# Язати
Язати (авест. «гідні шанування») — у зороастрійській міфології особливий вид божеств, наближених до Агура Мазди, його помічників і свити. Є творіннями.
Після того, як Заратуштра відмовився від старих богів у ході своєї релігійної реформи, їх стали іменувати «язатами», але вже в новому статусі «гідних пошани». Так, у «Семиглаві» язатами іменуються знехтувані боги, крім Індри і ще декількох. Наступні зороастрійські тексти поміщають язатів в ієрархії відразу після божеств Амеша Спента і виділяють серед них найбільш шанованих: Агурів (до яких іноді зараховували самого Агуру Мазду, Мітру і водного бога Апама Напата.
Агура Мазда створив богів-язатів:
- Аші;
- Веретрагна;
- Хварно;
- Мітра;
- Хаома;
- Ардвісура Анагіта;
- Геуш Урван;
- Вайю;
- Хвархшайта;
- Тиштрія.

У середньоперських джерелах поняття «агури» і «язати» — фактично синоніми.

## Класичний зороастризм
У класичному зороастризмі, що спирається на Авесту, виділяється два типи язатів: одні відносяться до духовного світу, інші — до фізичного (тілесного). Існує особливий порядок язатів, у якому кожен з них має своє число. Кожен язат відповідає одному із днів місяця, всього їх налічується 30:
| Язати духовного світу | Язати фізичного (тілесного) світу |
| --------------------- | --------------------------------- |
| 1. Охрмазд            | 9. Адар                           |
| 2. Вохуман            | 10. Абан                          |
| 3. Ардвахишт          | 11. Хваршед                       |
| 4. Шахревар           | 12. Мах                           |
| 5. Спандармад         | 13. Тір/Тіштар                    |
| 6. Хордад             | 14. Гошорун                       |
| 7. Амурдад            | 16. Михр                          |
| 8. Дей-па-Адар        | 19. Фравардин                     |
| 15. Дей-па-Михр       | 21. Рам                           |
| 17. Срош              | 22. Вад/Говад                     |
| 18. Рашну             | 27. Асман                         |
| 20. Вархаран          | 28. Зам                           |
| 23. Дей-па-Ден        | 30. Анагран                       |
| 24. Ден               |                                   |
| 25. Ард               |                                   |
| 26. Аштад             |                                   |
| 29. Махраспанд        |                                   |